# Mandato (contrato)

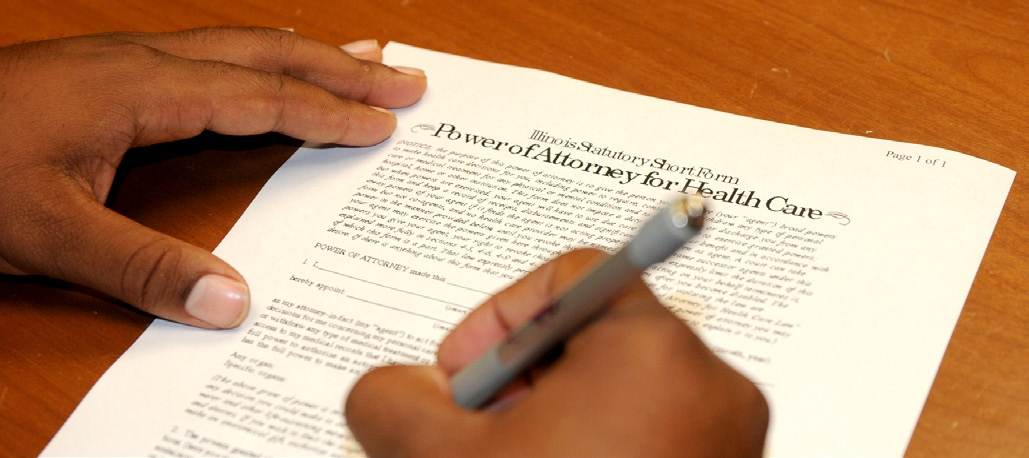
A partir da assinatura da procuração, tem-se o mandato (expresso e escrito) estabelecido.

Em direito civil,  mandato (do latim mandatum, e este, de mandare, composto por manus, 'mão', e dare, 'dar': 'dar na mão', no sentido de 'confiar', 'encarregar'  ) é o contrato por meio do qual uma pessoa, denominada 'mandatário', recebe poderes de outra, designada 'mandante', para praticar atos jurídicos ou administrar interesses, em nome e por conta desta última,.
É controverso ainda se o mandato foi um negócio stricti iuris ou iuris civilis, ou se foi um negócio tutelado por bonae fidei iudicia (tese defendida por Arangio-Ruiz). O seu caráter essencialmente gratuito parece apontar no sentido de que fosse um negócio do ius civile. A sua tutela judicial, porém, a actio mandati, aponta no sentido contrário.
Quanto à maneira pela qual é outorgado, o mandato pode ser expresso ou tácito, verbal ou escrito.

## Procuração
A procuração é o instrumento do contrato de mandato. Sempre escrita, é outorgada por um mandante a um mandatário por meio de instrumento particular (com a simples assinatura do mandante, com ou sem reconhecimento de firma) ou mediante instrumento público (passado em cartório).

## No direito brasileiro
O mandato é um contrato nominado e regulado pelo Código Civil nos arts. 653 e seguintes. Por meio deste contrato, uma pessoa (o mandante) confere poderes a outra (mandatário) para que esta atue em nome daquela, para os fins que especificar.

## No direito português
O Código Civil 1867 consagrava, no ordenamento jurídico português, o mandato civil como o contrato através do qual se atribui a outrem poderes representativos, ou seja, para que aja em nome e por conta doutrem (designava-se de mandato ou procuradoria). Fazia-o de resto o Código Comercial de 1888 com o mandato comercial: aliás, ainda hoje essa se apresenta como uma das diferenças do mandato civil em relação ao comercial, porquanto este ainda confunde procuração com representação. Esta opção - de considerar o mandato como atribuindo poderes representativos - adveio do Direito francês, do Code Civil de Napoleão. Este modelo ainda hoje podemos encontrar em França, que o manteve, e no Brasil.
No actual Direito português, no entanto, em virtude da recepção dos desenvolvimentos da Pandectística germânica sob a égide de Rudolf von Ihering, nomeadamente através de Pessoa Jorge, na sua dissertação "O Mandato sem representação", distinguiu-se no Código Civil de 1966 o contrato de mandato da outorga de poderes representativos, id est, distinguiu-se o contrato de mandato do negócio de procuração. Assim, o mandato apresenta-se como o contrato pelo qual uma das partes se obriga a praticar um ou mais actos jurídicos por conta da outra (art.1157.ºdo Código Civil). A celebração do contrato de mandato, portanto, não atribui poderes representativos: estes existirão, se, acoplada ao contrato de mandato, tiver sido outorgada uma procuração. O mandato, no Direito Português, pode, portanto, ser sem representação e com representação. Procuração é assim o negócio jurídico unilateral pelo qual alguém atribui a outrem, voluntariamente, poderes representativos (art.262.º, n.º1, do Código Civil). 
O contrato de mandato caracteriza-se por ser um contrato consensual, salvo o caso do mandato judicial regulado no Código de Processo Civil. Coisa distinta será a forma da procuração: não obstante o mandato ser consensual, isto é, não carecer de forma especial, quanto à procuração vale um princípio de equiparação em relação ao acto jurídico a praticar ou para o qual são atribuídos poderes representativos: a procuração deverá revestir a forma exigida para o negócio que o procurador deva realizar (art.262.º, n.º2, CC). Não deve confundir-se forma do mandato com forma da procuração, embora frequentemente o mandato venha subentendido na procuração; ou esta nele. O contrato de mandato é ainda nominado, típico, obrigacional quanto aos seus efeitos, e normalmente de execução instantânea, embora possa não sê-lo. É ainda possível a formulação de um mandato colectivo (nos termos do artigo 1173º do CC), este mandato é conferido por várias pessoas e para assunto de interesse comum. Neste mandato a revogação só produzirá os seus efeitos se realizada por todos os mandantes.
Distingue o Código Civil, ainda, consoante o mandato é especial ou geral, como o fazia, de resto, o Direito anterior, embora se tenham resolvido divergências doutrinais que nesta sede existiam.